# Polystichum integrilobum
Polystichum integrilobum är en träjonväxtart som först beskrevs av Ren-Chang Ching och Yin Tang Hsieh, och fick sitt nu gällande namn av W. M. Chu och H. S. Kung. Polystichum integrilobum ingår i släktet Polystichum och familjen Dryopteridaceae. Inga underarter finns listade.